# Wydział Instrumentalny Akademii Muzycznej im. Stanisława Moniuszki w Gdańsku
Wydział Instrumentalny Akademii Muzycznej im. Stanisława Moniuszki w Gdańsku – jeden z czterech wydziałów Akademii Muzycznej im. Stanisława Moniuszki w Gdańsku. Jego siedziba znajduje się przy ul. Łąkowej 1-2 w Gdańsku.

## Struktura[2]
- Katedra Fortepianu
- Katedra Skrzypiec i Altówki
- Katedra Wiolonczeli i Kontrabasu
- Katedra Instrumentów Dętych i Perkusji
- Katedra Kameralistyki
- Katedra Organów, Klawesynu, Akordeonu, Gitary i Harfy[3]

## Kierunki studiów
- Instrumentalistyka[4]

## Władze[3][5]

### Kadencja 2024–2028
Dziekan: dr hab Bogumiła Weretka-Bajdor

Prodziekani: 
- dr Marta Kur
- dr Mirosław Pachowicz
- dr Mirosława Sumlińska